# Амальяс
Амалья́с (греч. Αμαλιάς ή Αμαλιάδα) — город в Греции, на северо-западе Пелопоннеса. Является административным центром общины Илида в периферийной единице Элида в периферии Западная Греция. Население 16 763 человек по переписи 2011 года. Город расположен на высоте 39 м над уровнем моря, на равнине Элиды, в 6 км от побережья Ионического моря, в 16 км северо-западнее Пиргоса и в 60 км к югу от Патр.

## История

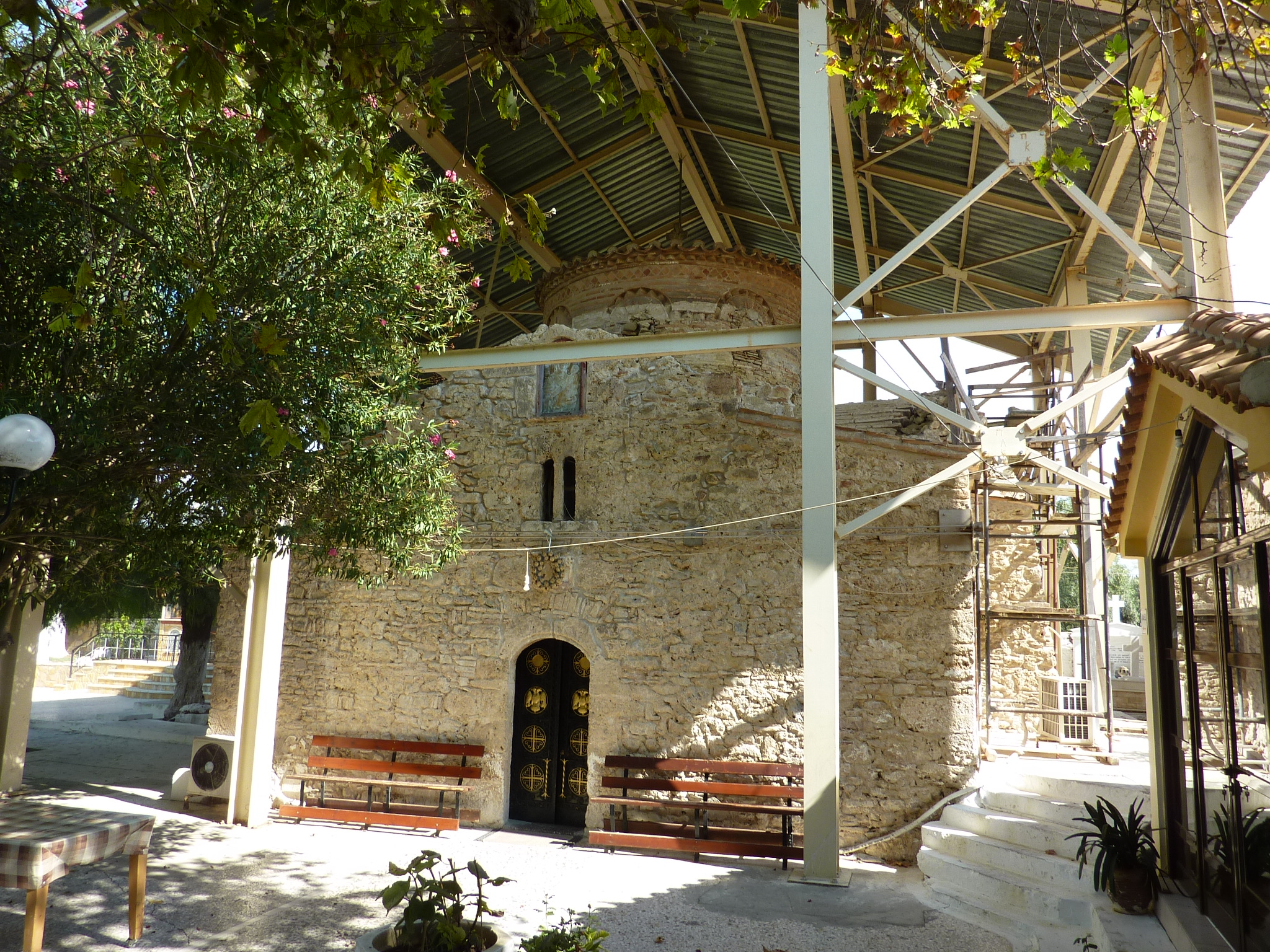
Византийский монастырь Франгавила в Амальясе

Город создан в 1885 году (ΦΕΚ 98Α) при объединении упразднённых поселений Дервицелепи и Калица. Амальяс получил своё название от имени греческой королевы Амалии Ольденбургской. Современный город имеет строго прямоугольную структуру. Большинство улиц проходит с запада на восток и с севера на юг. На восточной окраине города расположен стадион, используемый для публичных мероприятий. Также он является базой местной футбольной команды. В городе расположена железнодорожная станция на линии Патры — Пиргос. В 6 км к югу-западу от Амальяса расположено два песчаных пляжа — Курутас и Палуки.

## Сообщество Амальяс
Сообщество Амальяс (Κοινότητα Αμαλιάδος) создано в 1912 году (ΦΕΚ 256Α). В сообщество Амальяс входят 8 населённых пунктов. Население 18 303 жителя по переписи 2011 года. Площадь 67,078 квадратного километра.
| Наименование | Население (2011), человек |
| ------------ | ------------------------- |
| Айос-Иоанис  | 431                       |
| Амальяс      | 16 763                    |
| Курутас      | 433                       |
| Маратея      | 260                       |
| Палуки       | 143                       |
| Панайия      | 122                       |
| Цафлика      | 91                        |
| Цихлика      | 60                        |

## Население
| Год  | Население, человек |
| ---- | ------------------ |
| 1991 | 15 565             |
| 2001 | 18 476             |
| 2011 | ↘ 16 763           |

## Интересные факты
- В западной части города есть улица Хиросимы, названная в память о жертвах атомной бомбардировки Хиросимы во время Второй мировой войны.

## Спортивные команды
- Астерас Амальядас — местная футбольная команда.
- Коривос Амальядас — местная баскетбольная команда.

## Известные уроженцы
- Никос Белояннис (1915—1952) — греческий политик, член Коммунистической партии Греции.
- Йованна (род. 1938) — греческая певица и автор песен.
- Мицос Александропулос (1924—2008) — греческий писатель.

## Города побратимы
- Франция, Вильнёв-лез-Авиньон